# Lateinische Schreibschrift

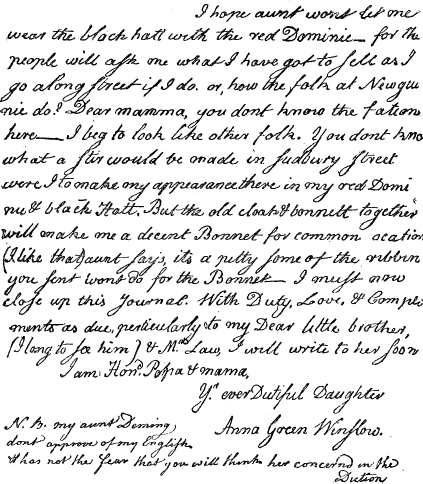
Beispiel: Tagebuch der US-Amerikanerin Anna Green Winslow, 1771

Als lateinische Schreibschrift werden im Deutschen alle Formen der Schreibschrift bezeichnet, die das lateinische Alphabet verwenden und nicht zur deutschen Kurrentschrift gehören. Vom 17. Jahrhundert bis zum 20. Jahrhundert, als die Schreibmaschine aufkam, war die lateinische Schreibschrift die wichtigste Korrespondenzschrift in allen westlichen Sprachen außerhalb des deutschen Sprachraums. Sie löste schließlich auch die deutsche Kurrentschrift ab und ist die verbreitetste Schreibschrift weltweit.
Wie jede von Hand geschriebene Schrift gibt es auch die lateinische Schreibschrift in einer Vielfalt von Formen, die sich regional und zeitlich entwickelt haben. Sie stellt also eine ganze Familie von Schreibschriften dar.
Für in anderen Alphabeten geschriebene Sprachen, etwa dem kyrillischen oder dem neugriechischen, gibt es eigene Schreibschriften.

## Entstehung

### Humanistische Kursive

Humanistische Kursive (als Satzschrift)

Schreibschriften werden allgemein auch Kursive (mittellateinisch cursivus ‚fließend, geläufig‘, im Französischen und Englischen cursive) genannt. In der Renaissance entstand in humanistischen Kreisen in Italien die humanistische Kursive. Aus dieser Urform entwickelte sich ab dem 16. Jahrhundert, vor allem prägend in Frankreich und England, die lateinische Schreibschrift.
Etwa zeitgleich mit dem Aufkommen des Buchdrucks mit beweglichen Lettern entwickelten sich die von Hand geschriebene und die gedruckte Schrift in zwei getrennte Richtungen: Während bis zum Aufkommen der ersten Kursive der Neuzeit die meisten Schriften unverbundene Buchstaben hatten und die Typografie dieses Merkmal aus technischen Gründen sowie der guten Lesbarkeit wegen beibehielt, wurde es zu einem charakteristischen Merkmal der nun aufkommenden Schreibschriften, die Buchstaben eines Wortes in einem fließenden Duktus zu verbinden. Ebenfalls typisch für die meisten Formen der lateinischen Schreibschrift ist die aus der humanistischen Kursive stammende Rechtsneigung der Schrift.

### Circumflessa und Ronde

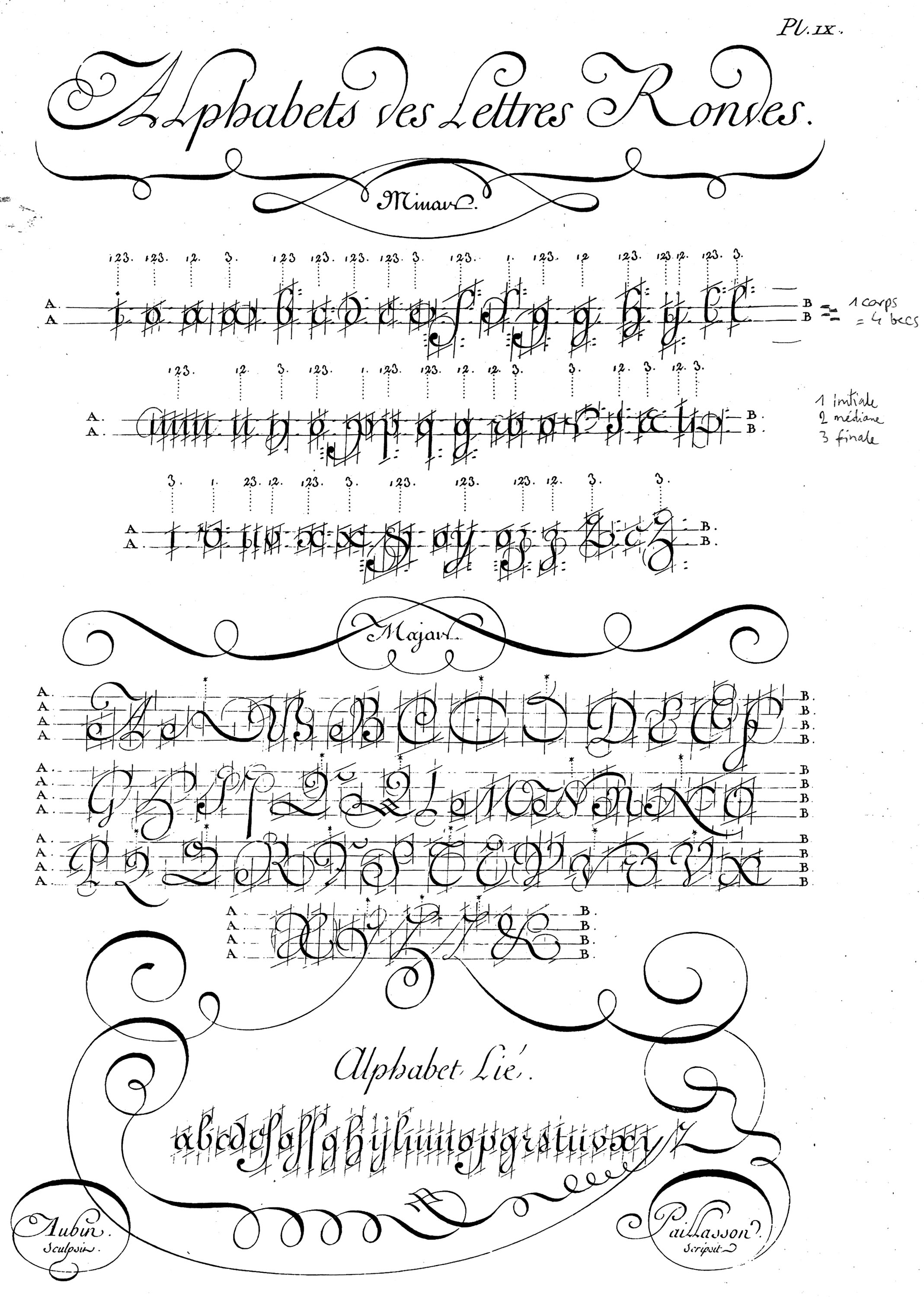
Schriftbeispiel der Ronde in Diderots Encyclopédie

Nach der Zerstörung der Apostolischen Kammer beim Sacco di Roma 1527 zogen viele Schreiber von Rom nach Südfrankreich. Dort entwickelten sie und ihre Nachfolger die humanistische Kursive weiter und gaben ihr fließendere, geschwungenere Formen, die im Geiste des Barocks stehen. Um 1600 entstand so aus der humanistischen Kursive die Circumflessa, welche im frühen 17. Jahrhundert zur französischen Ronde weiterentwickelt wurde, die sich durch üppige Schwünge und Rundungen auszeichnet, vor allem bei den Großbuchstaben. Die französische Ronde borgte sich auch einige Formen von der mittelalterlichen, gebrochenen Rotunda. Sie ist nur sehr leicht geneigt. Prägend waren Schreibmeister wie Louis Barbedor (1630–1670).
Innerhalb der Ronde werden wiederum einige Unterformen unterschieden. In Frankreich hat sich die Ronde bis ins 20. Jahrhundert hinein gehalten, da sie im Schulunterricht als Schreibschrift gelehrt wurde. So verwendeten sie etwa die Schreiber des französischen Finanzministeriums bis kurz nach dem Zweiten Weltkrieg, weshalb eine Unterform der Schrift écriture ronde finnancière genannt wird.

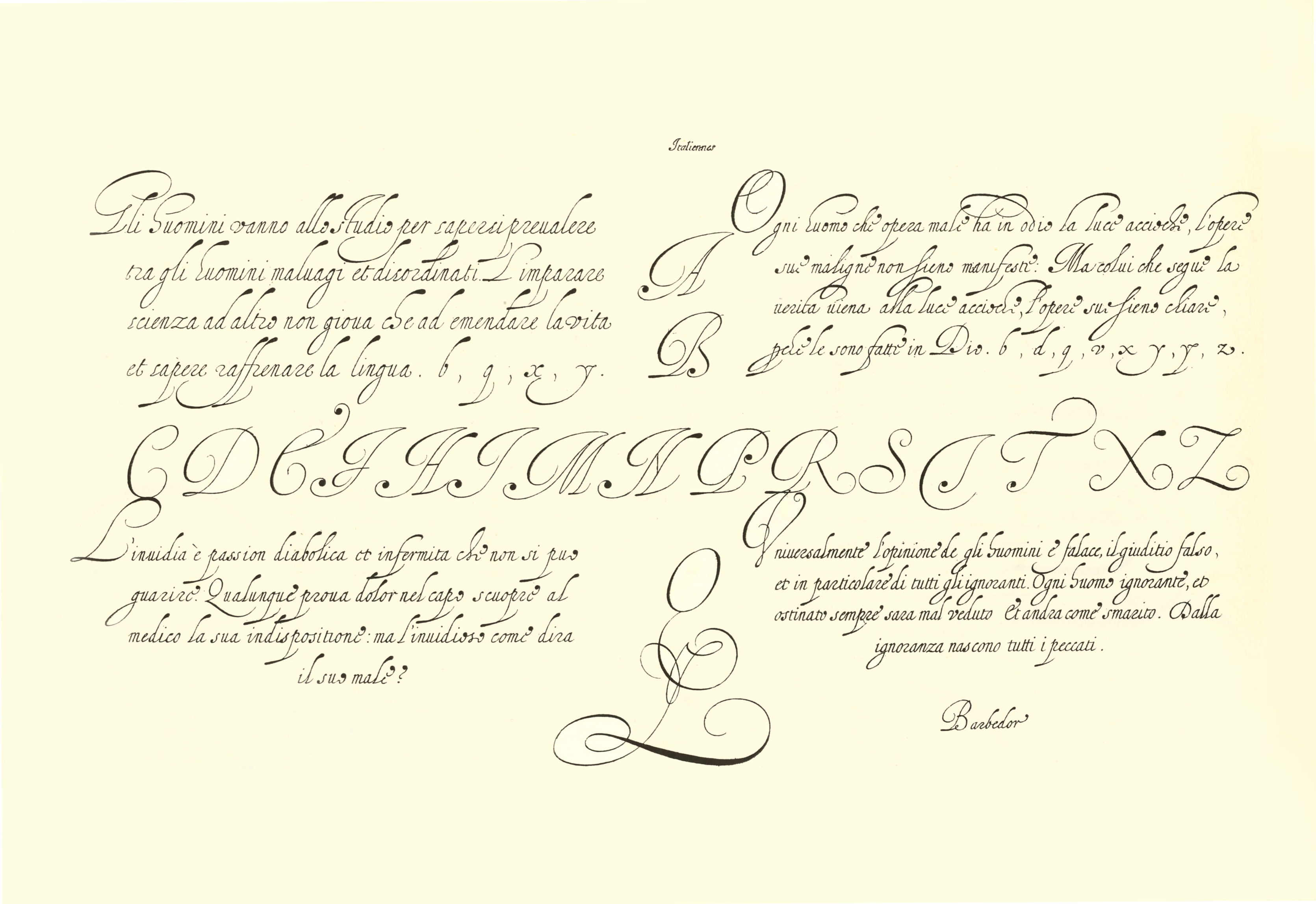
Schriftbeispiel von Louis Barbedor, 1647
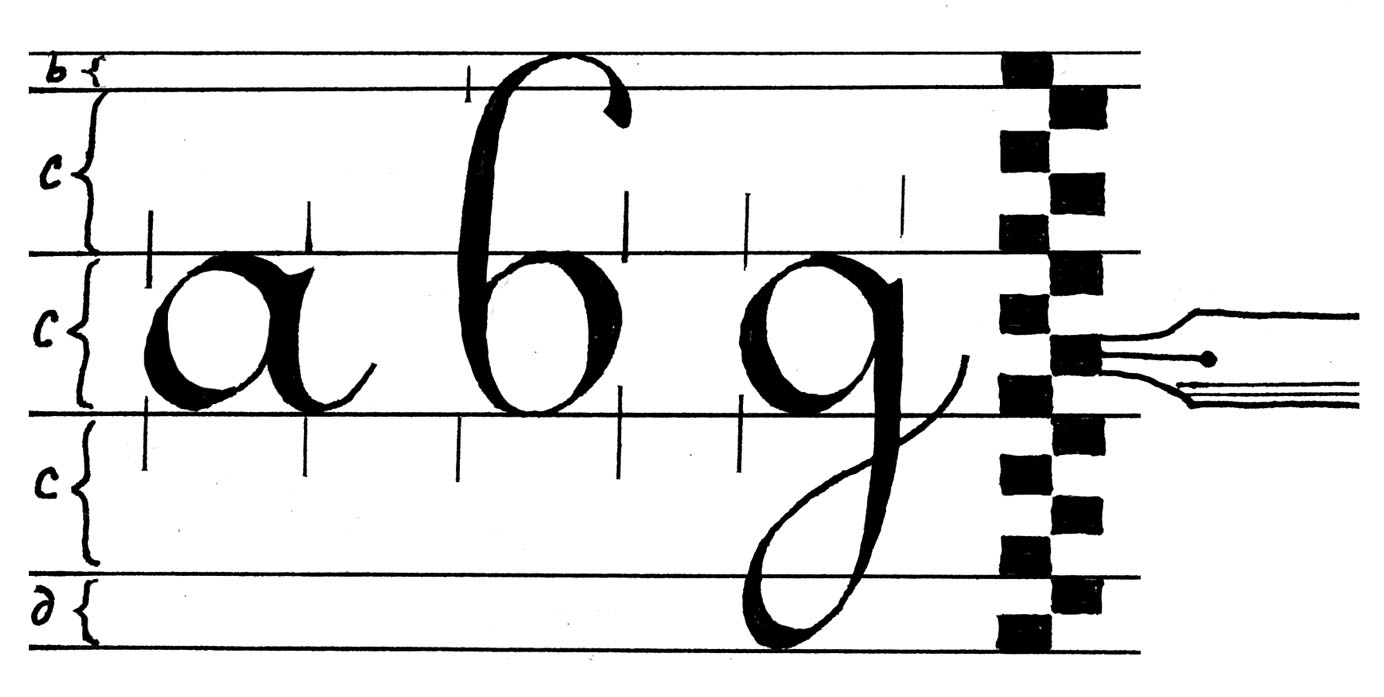
Proportionen der Écriture ronde
Écriture ronde française (als Satzschrift)

### Round Hand

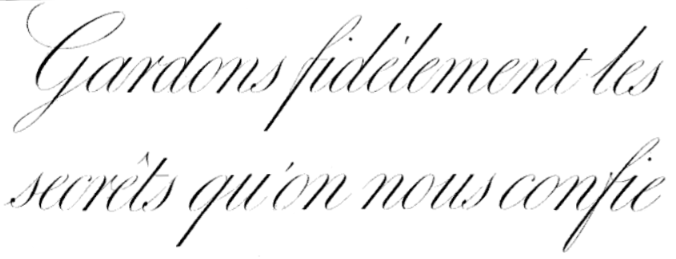
Schriftbeispiel der Round hand, 1820

Die Ronde wurde im 17. und 18. Jahrhundert (Klassizismus) in England zur stärker geneigten Round Hand weiterentwickelt. Dabei wurde die Schrift auch durch ein neues Schreibgerät beeinflusst. Bis zur Massenproduktion von Stahlfedern in England ab 1822 wurde in Europa vorwiegend mit Federkielen geschrieben. Durch die nun aufgekommene stählerne Spitzfeder (auch Schwellzugfeder genannt) entstand ein Schriftbild mit charakteristischem Kontrast zwischen dünnen und dicken Linien, wobei die dünnen Linien beim Aufschwung mit wenig Druck auf das Papier, und die dicken beim Abschwung mit mehr Druck entstehen. Die Spitzfeder setzte sich ab den 1830er Jahren überall in der westlichen Welt rasch als Schreibgerät durch und verdrängte den Federkiel.
Die englische Schreibschrift (in Frankreich Anglaise genannt) breitete sich im 18. und 19. Jahrhundert über ganz Europa und auch die europäischen Kolonien überall in der Welt aus, darunter auch nach Amerika. Lediglich in den deutschen Sprachraum, in dem sich auch in der Satzschrift lange Zeit die Fraktur gegenüber der Antiqua behauptete, konnte sie nur schwer eindringen, da sich dort über eine separate Entwicklungslinie eine eigene Schreibschrift etabliert hatte: die deutsche Kurrentschrift.

## Im deutschen Sprachraum

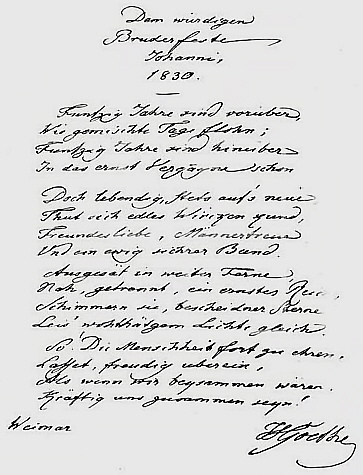
Handschrift Goethes in lateinischer Schrift, 1830

Im deutschen Sprachraum sowie auch in benachbarten Gebieten mit nichtromanischen Sprachen, etwa in Dänemark, Norwegen oder im Tschechischen, bestanden lange Zeit zwei Schreibschriften parallel nebeneinander: die deutsche Kurrentschrift und die lateinische Schreibschrift.
Im Deutschen etablierte sich seit dem 16. Jahrhundert die typografische Konvention, im Fraktursatz Deutsches in Frakturschrift und Fremdsprachiges in Antiqua zu setzen. Analog dazu wurde in handgeschriebenen Dokumenten für Deutsches die deutsche Kurrentschrift und für Fremdsprachiges die lateinische Schreibschrift verwendet. Daneben war die lateinische Schreibschrift auch beliebt zur Hervorhebung von Überschriften und Personennamen. Man schrieb also durchaus auch deutsch in der lateinischen Schreibschrift und daher gab es in der deutschen Ausprägung dieser Schrift auch die dafür benötigten deutschen Umlaute, das lange s und das ß. Das lange s (ſ) wurde außerdem auch in anderen Sprachen wie dem Englischen, Französischen, Spanischen und Italienischen verwendet.
In der lateinischen Schreibschrift, wie sie im deutschen Sprachraum geschrieben wurde, haben sich kleinere regionale Besonderheiten ausgebildet. So haben beim schnellen Schreiben die Buchstaben n und m oft eine „Girlandenform“ ähnlich wie in der deutschen Kurrentschrift. Darum wurde es ein weitverbreiteter Brauch, so wie in der deutschen Kurrentschrift einen zusätzlichen Bogen über den Buchstaben u zu zeichnen, um diesen vom n zu unterscheiden. Diese speziell deutsche Praxis fiel im 20. Jahrhundert allmählich außer Gebrauch.
Unter den Nationalsozialisten wurde 1941 die deutsche Kurrentschrift verboten und die lateinische Schreibschrift zur neuen „Deutschen Normalschrift“ erklärt. Auch nach dem Ende des NS-Regimes kam es zu keiner Wiedereinführung der Kurrentschrift. Damit fiel die Notwendigkeit weg, begrifflich zwischen der „deutschen“ und der „lateinischen“ Schrift zu unterscheiden. Während sich die gebrochenen Satzschriften bis heute noch in typografischen Nischen erhalten haben, wird die Kurrentschrift kaum irgendwo mehr verwendet.

## In anderen Sprachräumen
In anderen Sprachräumen entstanden eigene Variationen der lateinischen Schreibschrift. Da viele Sprachen Variationen des lateinischen Alphabets mit besonderen Buchstaben und/oder diakritischen Zeichen verwenden, finden sich diese Sonderbuchstaben und -zeichen auch in den entsprechenden Ausprägungen der lateinischen Schreibschrift.
In den USA bildete eine bestimmte Form der lateinischen Schreibschrift, Spencerian script, von etwa 1850 bis 1925 einen De-facto-Standard für die Geschäftskorrespondenz bis zur Einführung der Schreibmaschine. Diese Schrift, die Platt Rogers Spencer (1800–1864) entwickelte, basiert auf ovalen Formen mit markanten Schlaufen in den Ober- und Unterlängen und soll schnelles Schreiben mit einem eleganten Schriftbild und guter Lesbarkeit vereinen. Die Logos von Ford und Coca-Cola verwenden kalligrafische Schriftzüge basierend auf der Spencerian script.

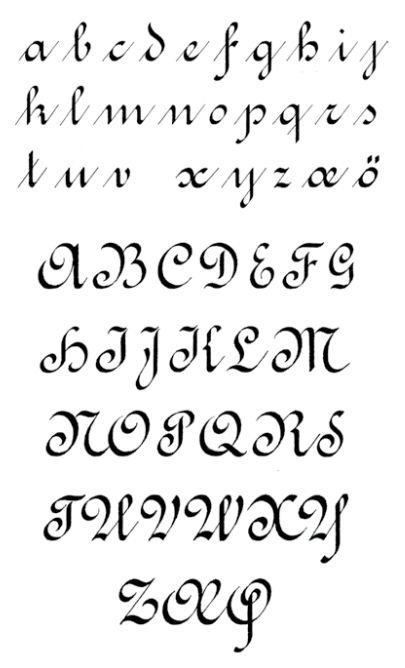
Die mit der Breitfeder geschriebene Ronde in einer dänischen Variante, 1883
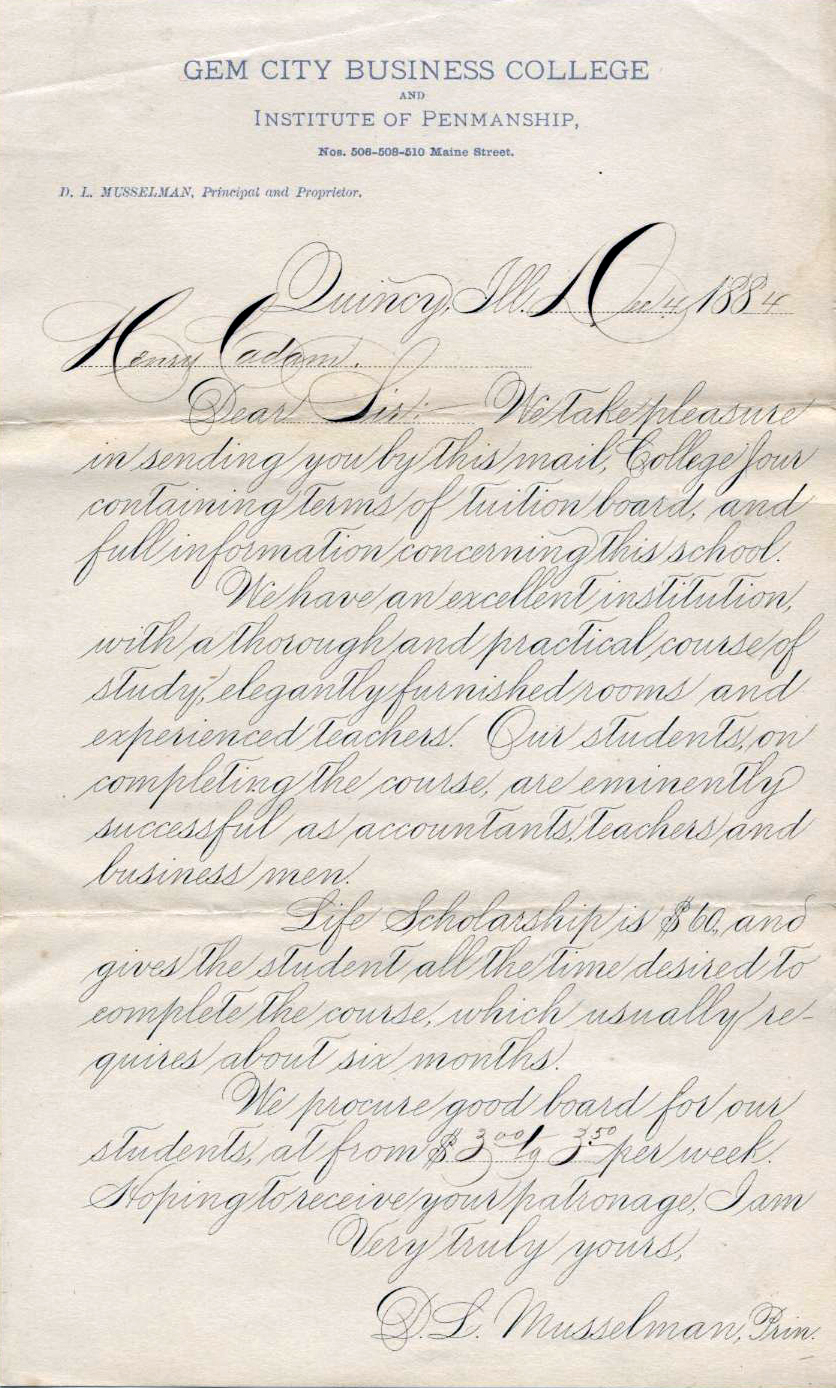
Beispiel der Spencerian script, 1884
Das Logo von Ford
Das Logo von Coca-Cola

## Ausgangsschriften
Seit dem 19. und insbesondere im 20. Jahrhundert entstanden pädagogische Formen der lateinischen Schreibschrift, die als Ausgangsschriften im Schulunterricht gelehrt wurden und sich prägend auf die weitere Entwicklung der lateinischen Schreibschrift in der westlichen Schriftkultur auswirkten. Die Entwicklung neuer Schreibgeräte wie der Schnurzugfeder und der Gleichzugfeder, bei der kein unterschiedlicher Druck für Auf- und Abstriche benutzt wird und auch keine Variation der Linienstärke mehr entsteht, sowie das Bemühen um eine möglichst einfache Erlernbarkeit und Lesbarkeit führte zu technisch und schulmäßig wirkenden Formen der Schreibschrift.
In der Schweiz wurde 1947 die Schreibschrift Schweizer Schulschrift eingeführt, die auch als Schnürlischrift oder Schnüerlischrift bekannt ist. Seit 2007 wird versuchsweise in verschiedenen Gemeinden die unverbundene oder teilverbundene Basisschrift gelehrt. Einer Empfehlung der Deutschschweizer Erziehungsdirektoren-Konferenz von 2014 folgend soll die Schweizer Schulschrift aus Sicht des Zürcher Bildungsrates 2016 bis spätestens zum Schuljahr 2018/2019 von der teilverbundenen Deutschschweizer Basisschrift abgelöst werden.

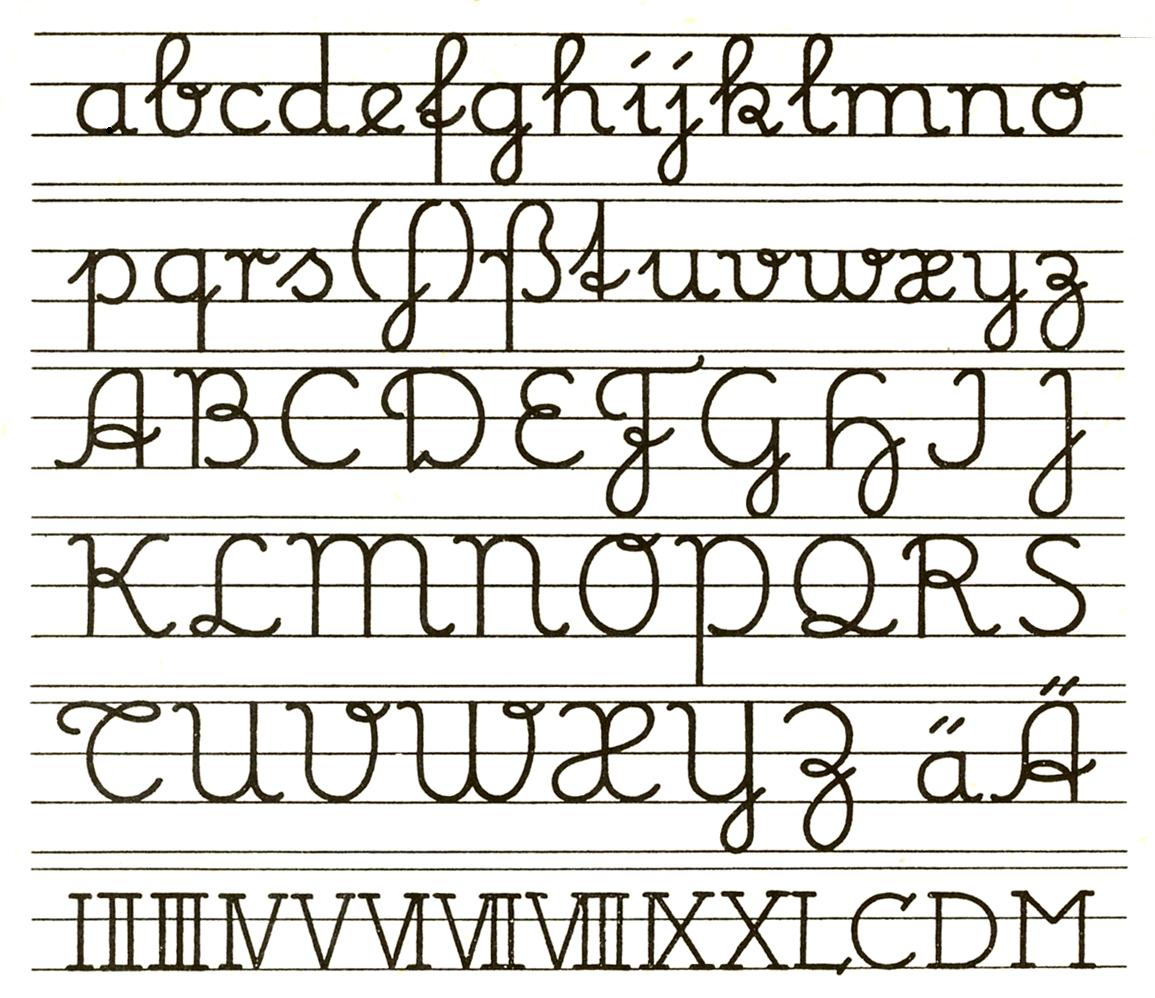
Sütterlins lateinische Ausgangsschrift, 1914
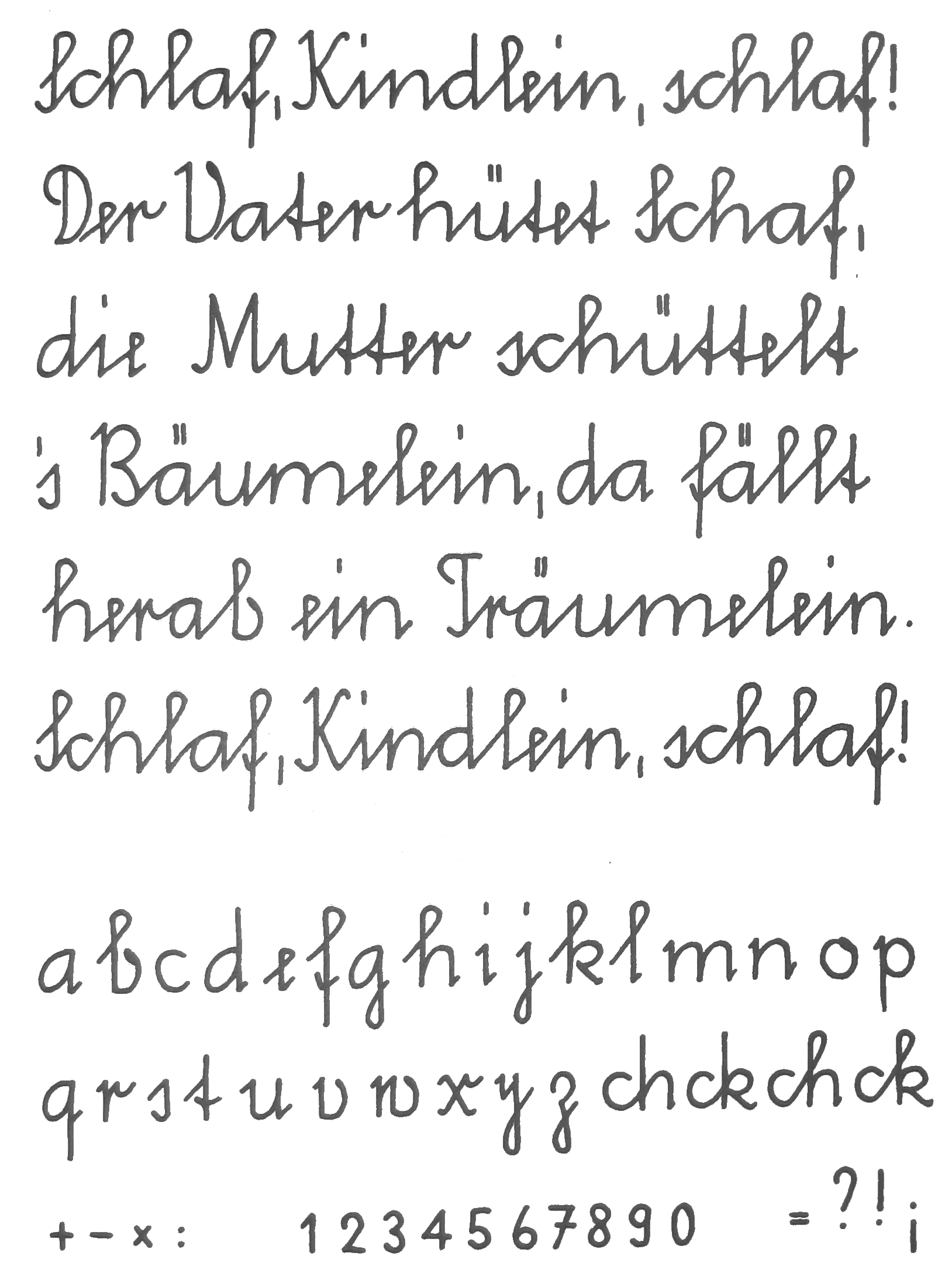
Schweizer Schulschrift, 1947
Lateinische Ausgangsschrift, 1953
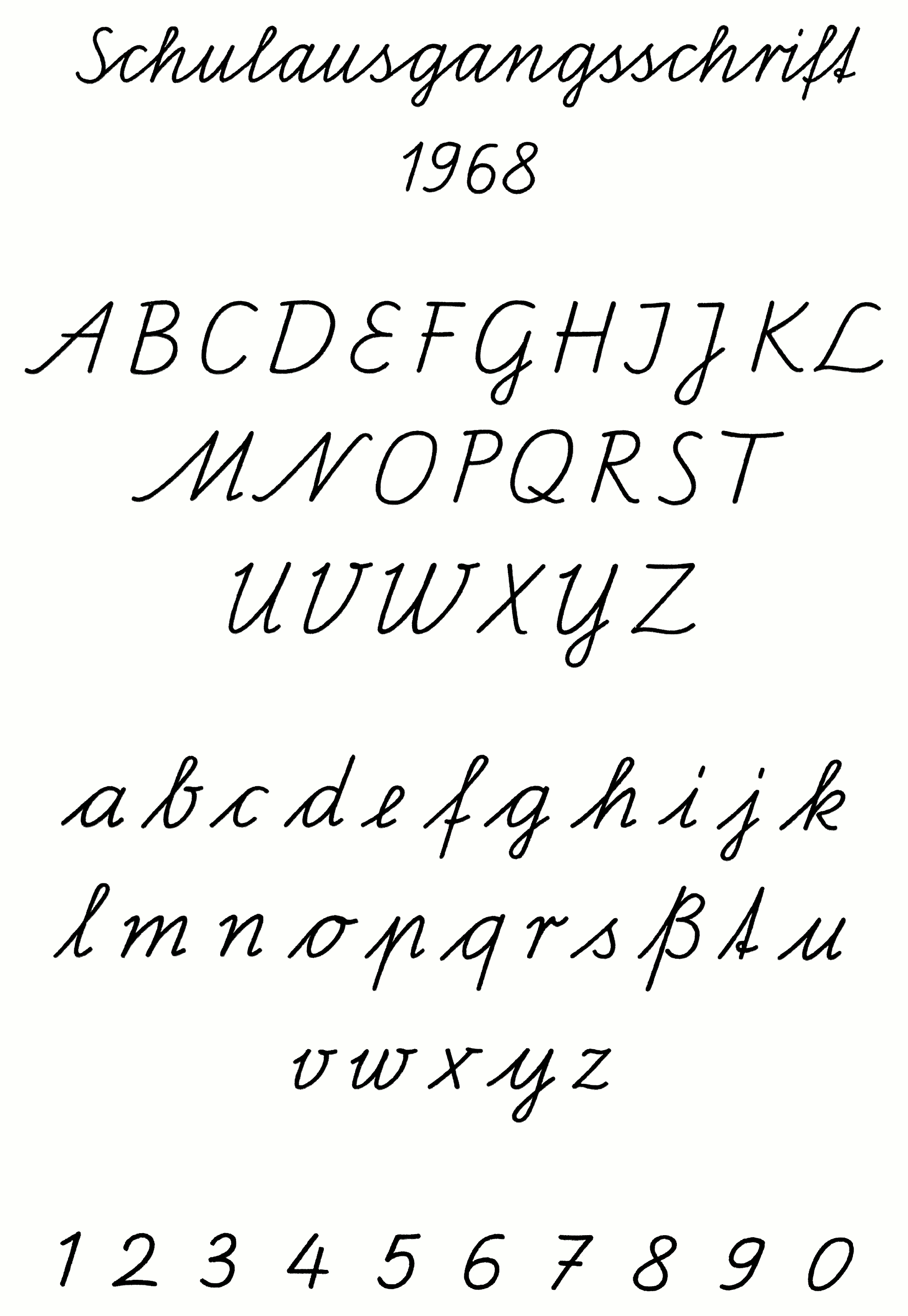
Schulausgangsschrift, 1968
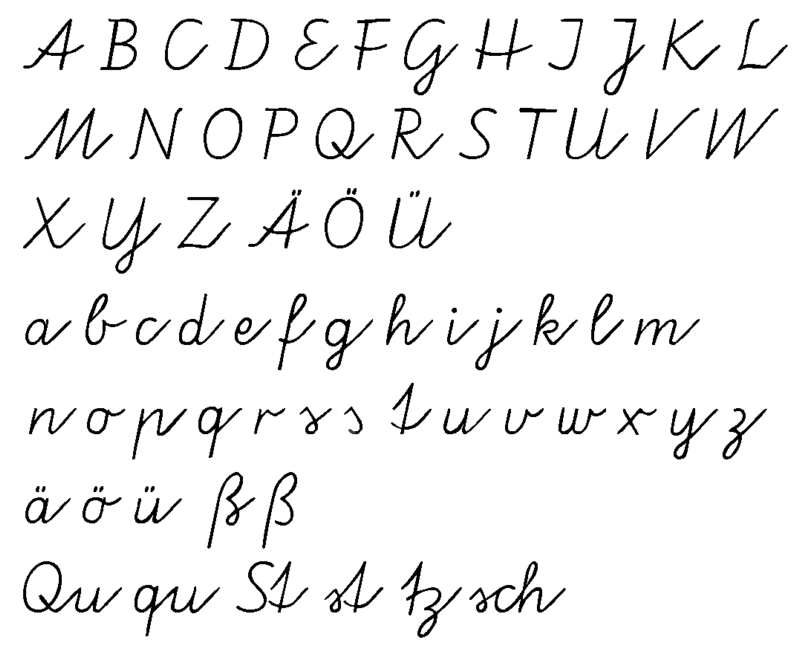
Vereinfachte Ausgangsschrift, 1972

In anderen Sprachräumen gab es unterdessen eigene Entwicklungen. In den USA fanden Schriftpädagogen wie Austin Palmer und E. C. Mills, Spencerian script sei nicht optimal für die Anforderungen an eine Geschäftsschrift. Sie versuchten sie zu vereinfachen und mehrere Parameter zu optimieren: eine möglichst hohe Schreibgeschwindigkeit, eine möglichst gute Lesbarkeit und eine möglichst geringe Ermüdung der Schreibhand. Dafür kamen neue Schreibgeräte mit gleichbleibender Linienstärke zum Einsatz. Die um 1888 aus der Spencerian Method entwickelte Palmer Method prägte die Schreibschrift des Landes bis etwa 1950. Sie ist besonders breit und einige Großbuchstaben unterscheiden sich deutlich von den in Europa bekannten Formen der lateinischen Schreibschrift. Zum Beispiel ist das große A „einstöckig“ wie das kleine Schreibschrift-a (ɑ). 1978 wurde in den USA die Ausgangsschrift D’Nealian cursive eingeführt.

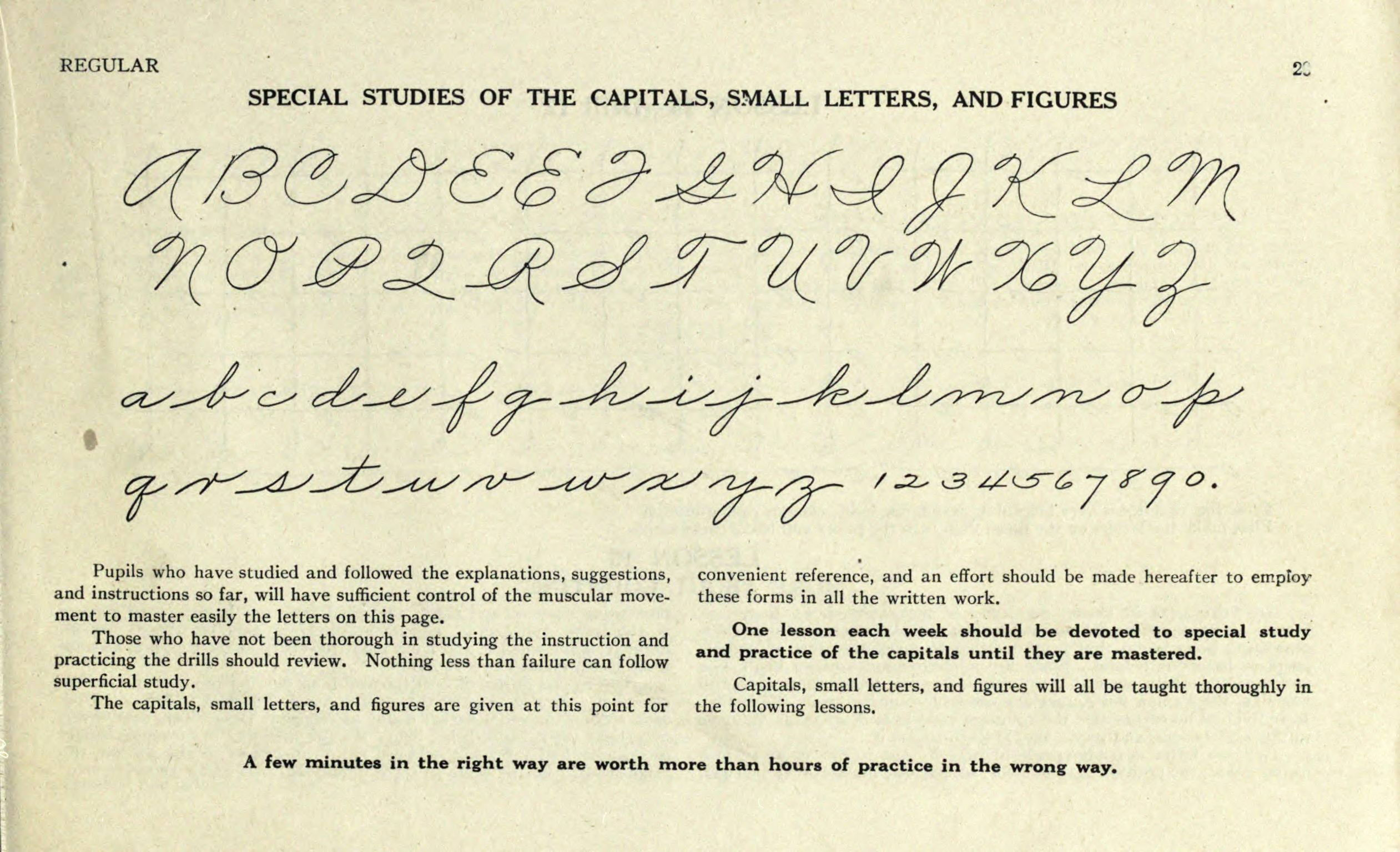
Alphabet der Palmer Method, 1901
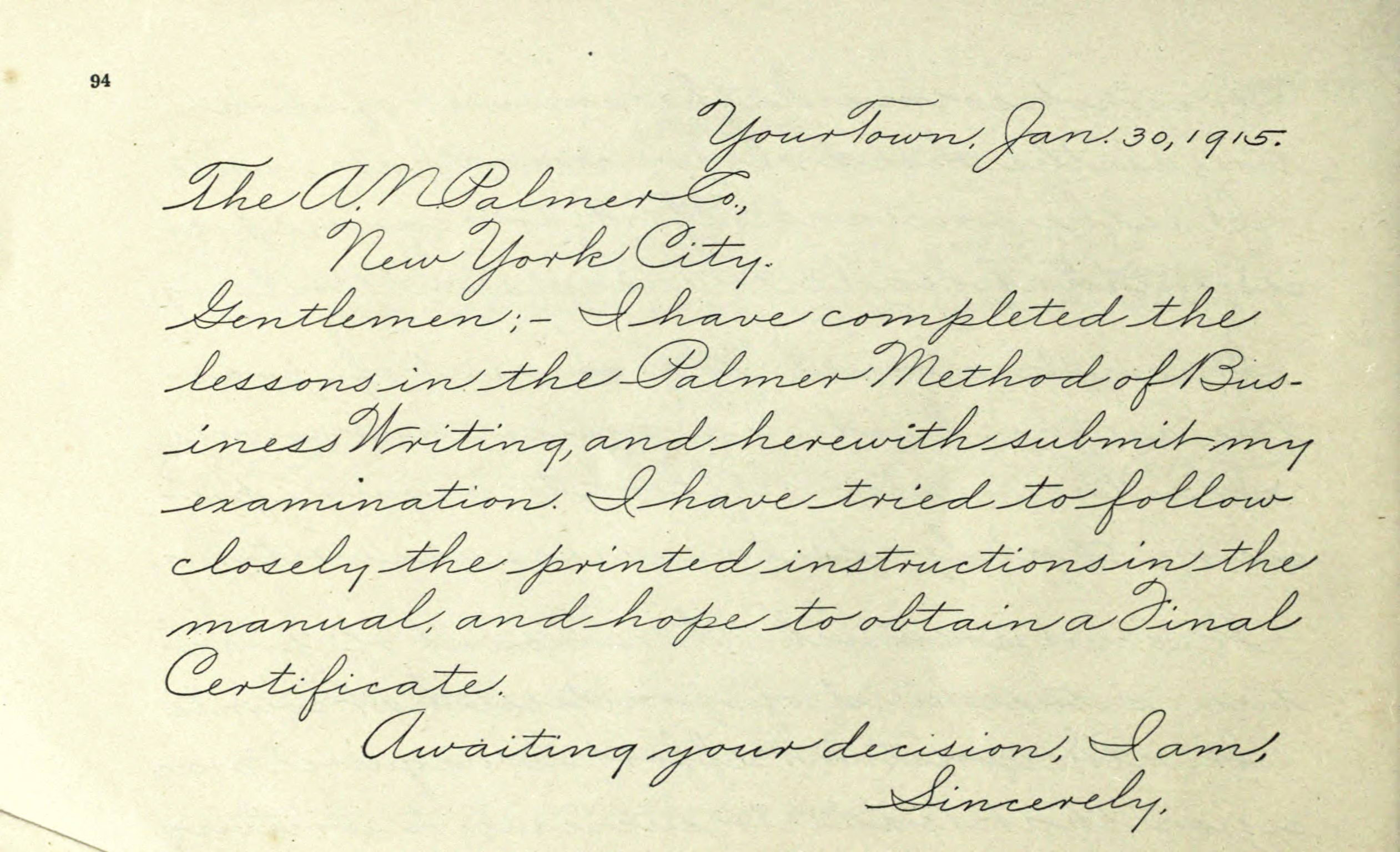
Schriftbeispiel der Palmer Method, 1901
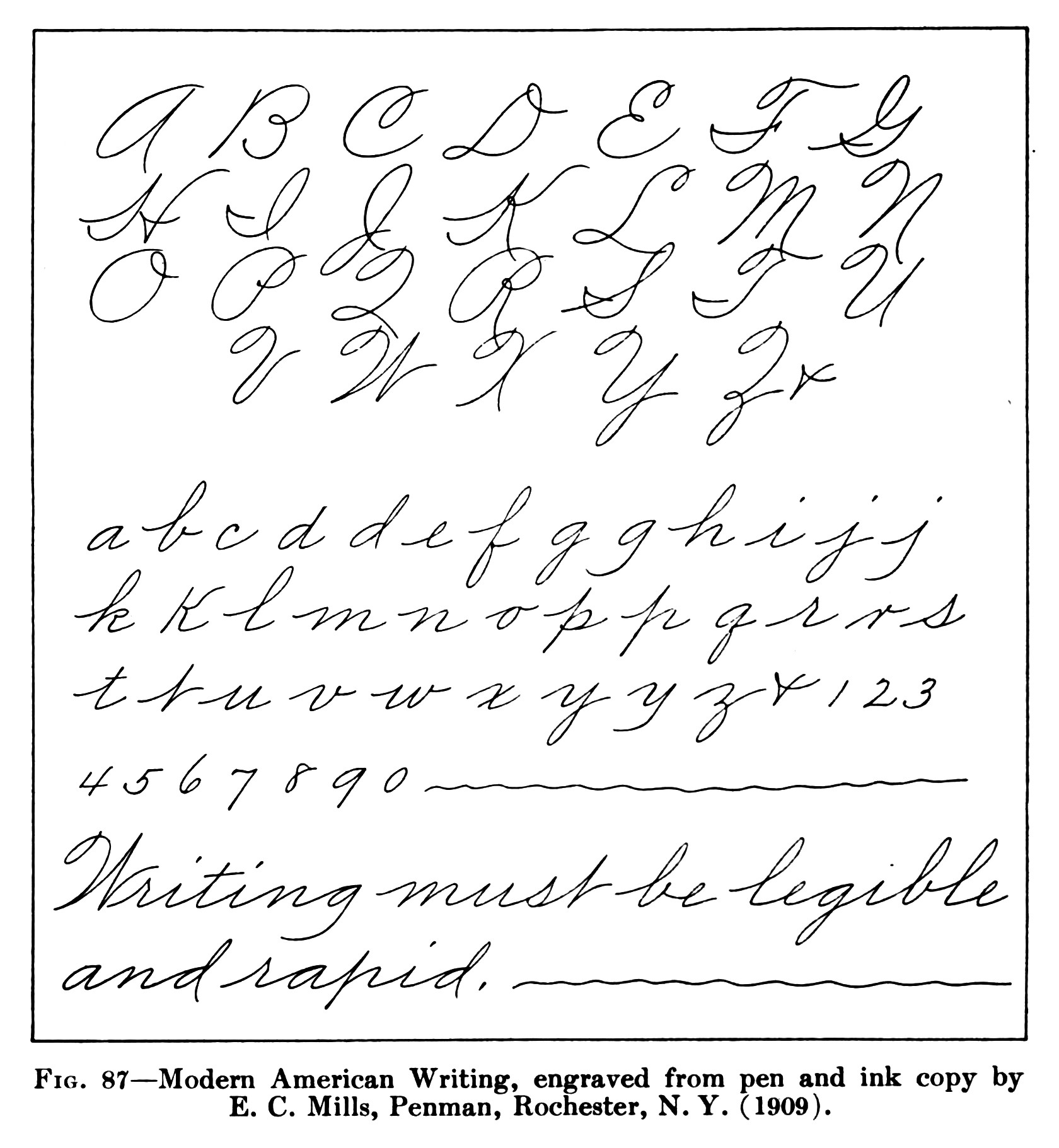
Geschäftsschrift-Vorlage von E. C. Mills, 1909
D’Nealian cursive, 1978

Mit heutigen Schreibgeräten ist der Geschwindigkeitsvorteil der Schreibschrift gegenüber der Druckschrift nur noch klein, weshalb viele Menschen schon als Schüler, insbesondere in den USA, zu einfacheren Handschriften mit nur wenigen Ligaturen übergehen.

## Kalligrafische Formen

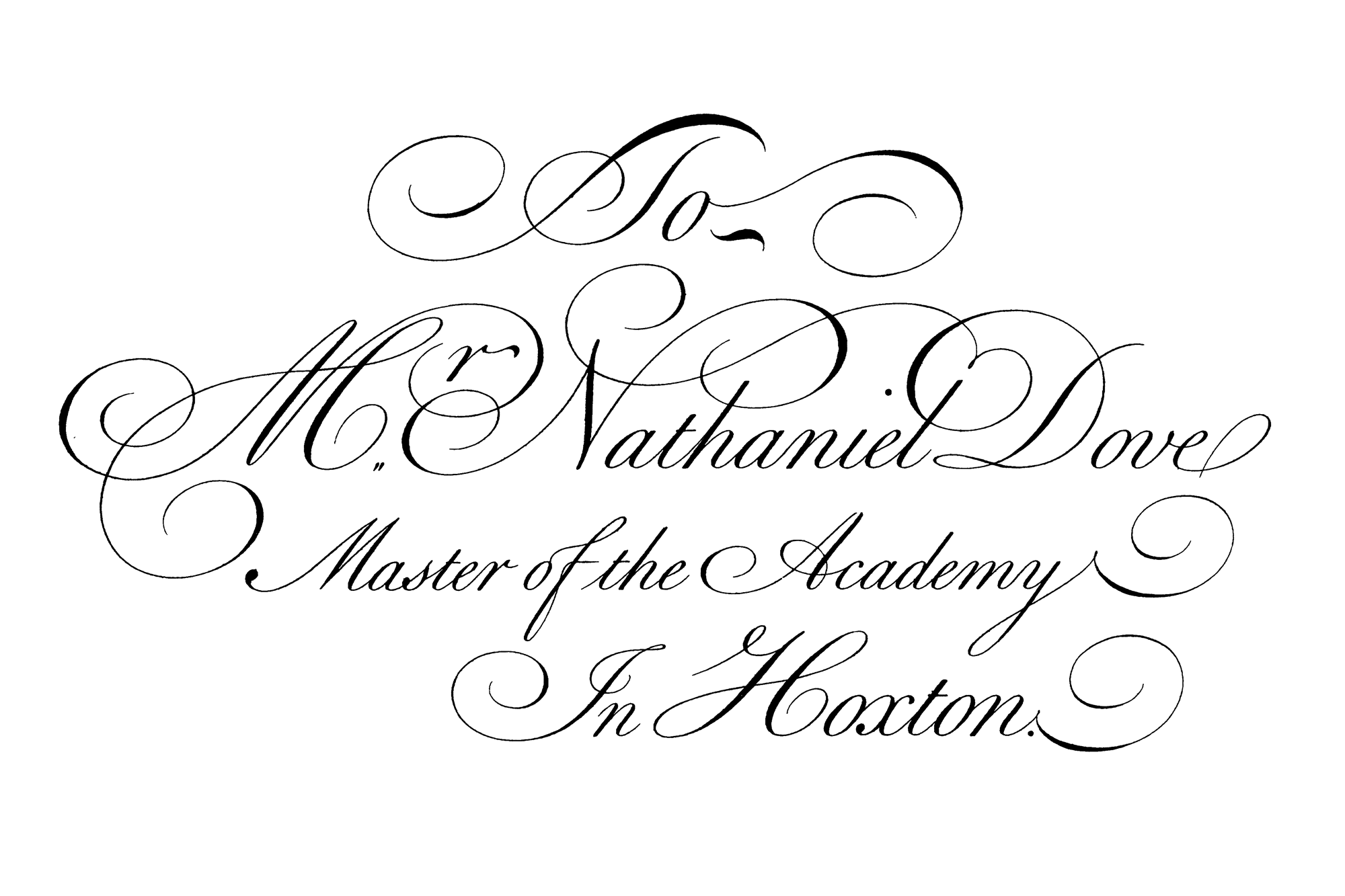
Kalligrafie des englischen Schreibmeisters George Bickham d. Ä., circa 1740–1741

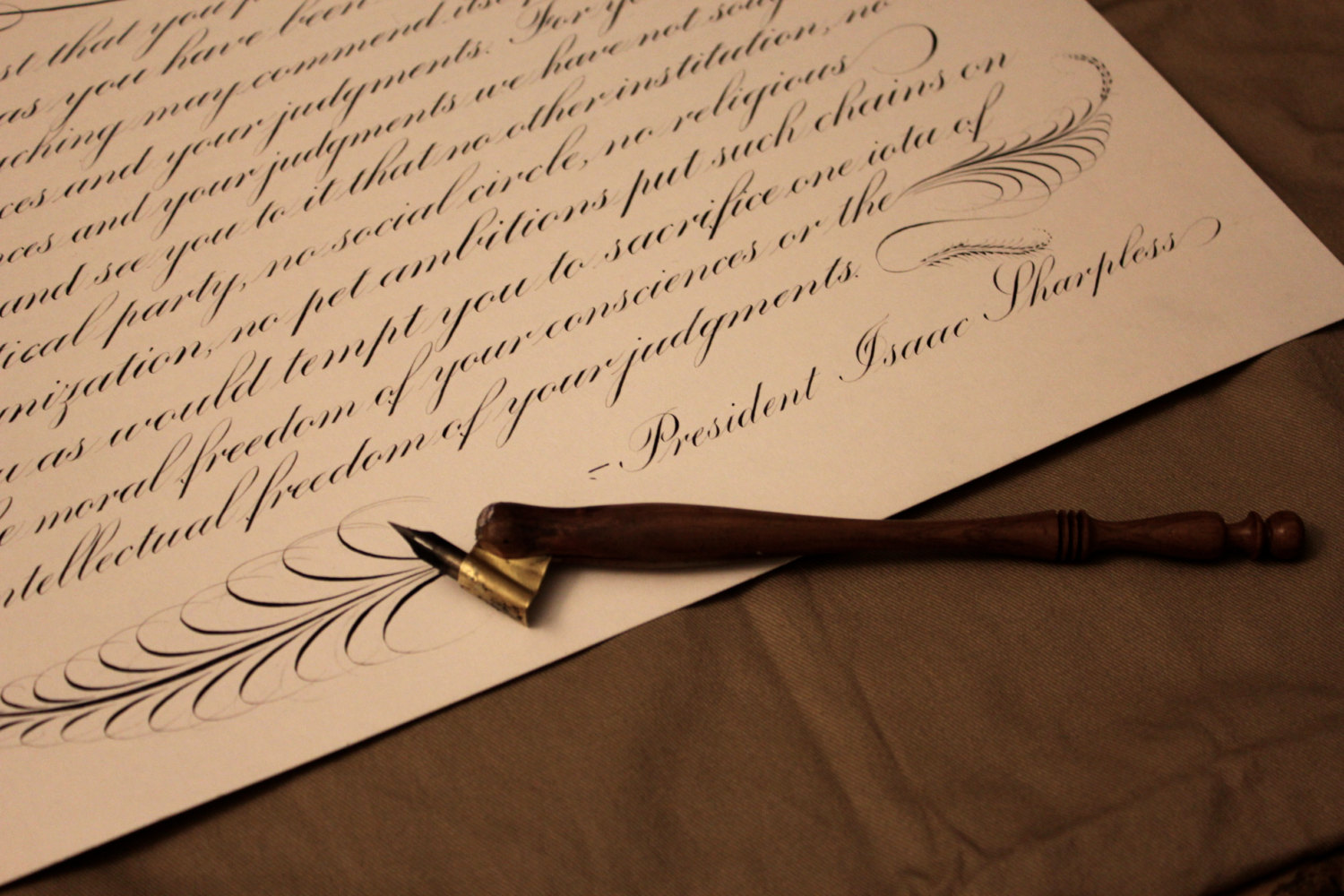
Copperplate-Kalligrafie

Die lateinische Schreibschrift kommt wie jede Handschrift auch in der Kalligrafie zum künstlerischen und gestalterischen Einsatz. In der angelsächsischen Kalligrafie orientiert man sich dabei gerne an der besonders schönen Round hand von englischen Schreibmeistern bis zurück in das 16. Jahrhundert, wie sie auf alten Kupferstichen zu finden ist. Daher werden diese kalligrafischen Schriften als Dachbezeichnung Copperplate genannt.

## Typografische Formen
Des Weiteren gibt es auch Satzschriften, die das Erscheinungsbild einer lateinischen Schreibschrift nachahmen. Sie gehören nach DIN 16518 zur Gruppe der Schreibschriften. Beispiele:

American Scribe (basierend auf älterer US-amerikanischer Schreibschrift)
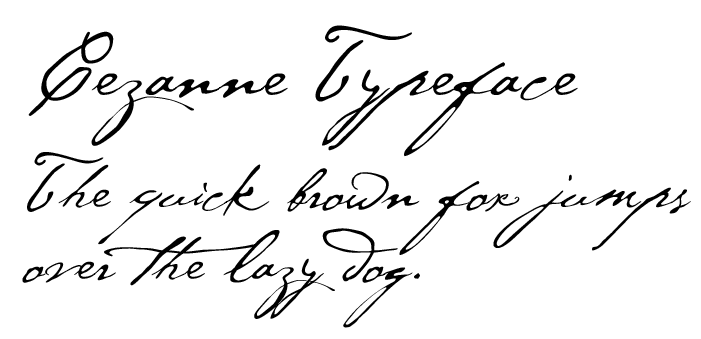
Cézanne (basierend auf der Handschrift des Malers Paul Cézanne)
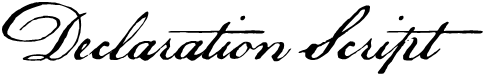
Declaration Script (basierend auf der Schreibschrift in der Verfassung der Vereinigten Staaten, 1787)
Edwardian Script (britisches Zeitalter Eduards VII.)
Künstler Script, Schriftgießerei D. Stempel, 1902
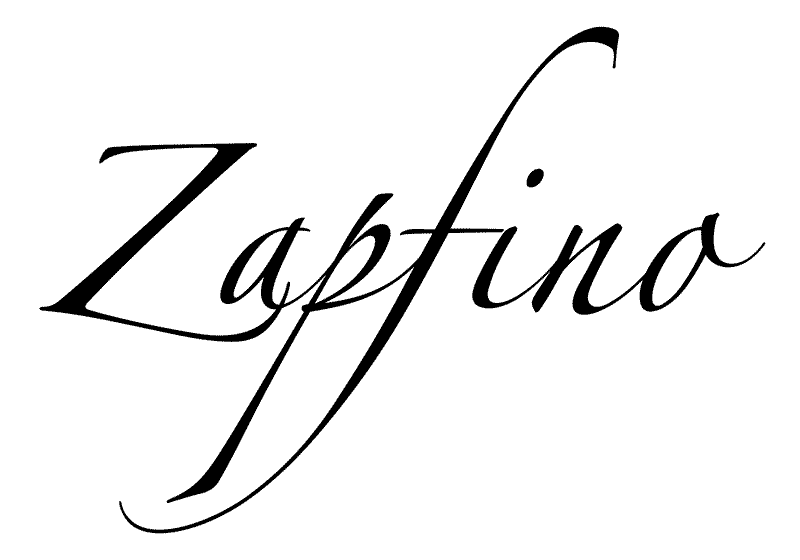
Zapfino, 1998